# La gelosia (film 1915)
La gelosia è un film del 1915 diretto da Augusto Genina.